# O-Phtalaldéhyde
L'o-phtalaldéhyde ou orthophtalaldéhyde (OPA), est un composé organique de formule C8H6O2. Il s'agit d'un dialdéhyde comportant deux fonctions aldéhyde en position ortho (ou 1,2) sur un cycle benzénique. Il se présente sous forme d'une poudre jaune pâle. Cet aldéhyde aromatique est sensible à la lumière et doit être conservé sous atmosphère inerte et à basse température.
Utilisé en solution à faible concentration dans le domaine de la santé pour ses propriétés désinfectantes et antimicrobiennes, il est majoritairement employé comme réactif pour des analyses d'amines, notamment les acides aminés, les peptides et les protéines.

## Synthèse
Cette molécule a été décrite pour la première fois en 1887 par Colson et Gautier,. Une synthèse consiste à oxyder le α,α,α',α'-tétrachloro-ortho-xylène. Depuis, d'autres synthèses ont été publiées. Par exemple, dans leur article de 1954, Bill et Tarbell ont utilisé l'équivalent tétrabromé. Plus récemment, en 1999, Wenkert et Khatuya ont choisi d'oxyder un dérivé du 4,5-dihydroisobenzofurane.

## Propriétés

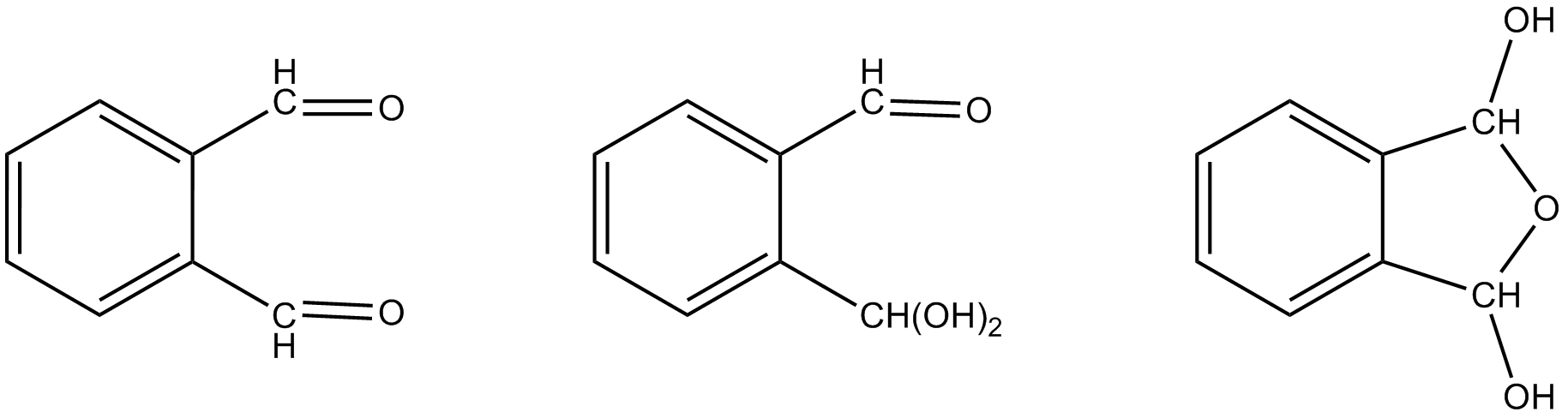
De gauche à droite : OPA, forme monoalcool, forme dialcool.

Très soluble dans l'eau pour des pH<11,5, le composé s'hydrate sous deux formes différentes : un monohydrate de formule semi-développée C6H4(CHO)(CH2OH) et un dihydrate de formule C6H4(CH2OH)2.. Ils sont en équilibre avec la forme anhydre.

### Fluorescence
Dans l'eau, l'OPA est une molécule fluorescente qui absorbe à λmax=340 nm et émet à λmax=455 nm.
Par ailleurs, c'est une propriété qu'elle garde lorsqu'elle se complexe avec des composés aminés ou thiolés et en particulier avec les acides aminés, les peptides et les protéines. Par la suite, les complexes sont analysés par différentes méthodes chromatographiques (spectrofluorimétrie, HPLC, électrophorèse, etc.),.

## Isomères
L'ortho-phtalaldéhyde dispose de deux isomères de position : le méta-phtalaldéhyde appelé isophtalaldéhyde (no CAS 626-19-7) et le para-phtalaldéhyde appelé téréphtaldéhyde (no CAS 623-27-8).